# Мальтійський хліб
Мальтійський хліб — хрусткий хліб на заквасці з Мальти, який зазвичай випікають у дров'яних печах. Його зазвичай їдять з оливковою олією, де хліб натирають помідорами (як у каталонському pa amb tomàquet) або томатною пастою, збризкують оливковою олією та наповнюють вибором або сумішшю тунця, оливок, каперси, цибуля, бігілла та джбейна. Практика виготовлення хліба вважається «вмираючим мистецтвом».

## В Ормі
Ормі — головне місто з виробництва хліба на Мальті, з великою кількістю пекарень. Під час правління лицарів-госпітальєрів місто було відоме як Казаль-Форнаро, що означає «місто пекарів». Зараз щорічний фестиваль Lejl f'Casal Fornaro (Ніч у Casal Fornaro) проходить у Кормі у третю суботу жовтня.

## Роль хліба в мальтійській політиці
Деякі з найбільш ранніх описових описів Мальти відзначають залежність жителів острова від хліба для виживання. Наслідки лібералізації британським колоніальним урядом імпорту зерна в 1837 році та його нездатність забезпечити основні продукти харчування після Першої світової війни є факторами, які, як вважають, пов'язані з заворушеннями Сетте Джуньо .

## Хліб по-мальтійськи
У мальтійській мові існує низка ідіом, які стосуються хліба як основи виживання.
- (мальт. ħobżu maħbuż), його хліб спечений, значить, людина забезпечена.
- (мальт. tilef ħobżu), він втратив хліб, тобто людина втратила роботу.
- (мальт. x'ħobż jiekol dan?),[9] який хліб він споживає? , вираз, який використовується, коли запитують про характер людини.
- (мальт. jeħtieġu bħall-ħobż li jiekol), він потрібен йому, як хліб насущний, вживається, коли людина чогось сильно потребує.
- (мальт. ħaga li fiha biċċa ħobż ġmielha), те, що дає багато хліба, використовується для опису прибуткової справи.
- (мальт. ma fihiex ħobż), він не здобуває хліба, використовується для опису безприбуткового підприємства.

## Подальше читання
- Hospitaller Period: The Maltese Historical Perspective of Bread. Maypole:Nenu The Artisan Baker. 2012. Архів оригіналу за 17 лютого 2016.
- Blouet, Brian (2004), The Story of Malta, Progress Press
- Buttigieg, Noel (2011). Is Bread Male or Female? Gender and Power Relations. Proceeding of History Week. Архів оригіналу за 1 березня 2016.
- more [Архівовано 2022-06-21 у Wayback Machine.].
- Gatt, Guzi (2008). Il-Hobz tal-Malti (PDF). L-Imnara. 9 (32): 35—39. Архів оригіналу (PDF) за 18 квітня 2016. Процитовано 22 червня 2017.
- Lanfranco, G. (1983). Tal-Ħobż; l-Għajn tal-Ilma (PDF). L-Imnara. 2 (7): 43. Архів оригіналу (PDF) за 21 червня 2022. Процитовано 22 червня 2017.
- Dwar il-Ħobż f'Malta / G. Lanfranco. L-Imnara. 4(1991)2=15(29-32) [Архівовано 2022-06-21 у Wayback Machine.]